# Tysk-romerska riket
Tysk-romerska riket, formellt Heliga romerska riket av tysk nation (tyska: Heiliges Römisches Reich Deutscher Nation, latin: Sacrum Romanum Imperium Nationis Germanicæ) var en riksbildning i Centraleuropa från år 962 till 1806. Då det var som störst innefattade det dagens Tyskland, Österrike, Slovenien, Schweiz, Belgien, Nederländerna, Luxemburg och Tjeckien, delar av östra Frankrike, norra Italien och Kroatien samt västra och norra Polen.
Karl den store använde sig av titeln romersk kejsare, vilket sågs som en länk mellan det tidigare Västromerska riket och det tysk-romerska riket. Riket grundades när Otto I kröntes till tysk-romersk kejsare 962. Grunden för riket lades dock i fördraget i Verdun år 843. Epitetet ”helig” lades till på 1100-talet för att markera rikets sakrala karaktär gentemot påvens maktanspråk. Uttrycket ”av tysk nation” lades till på 1400-talet som avspisning till Frankrikes kung, en ättling till Karl den stores yngre linje, som hade gjort anspråk på den romerska kejsartiteln.
Riket bestod av ett antal områden styrda av feodala furstar, och centralmakten var ofta svag. Efter reformationen delades de ingående staterna i en romersk-katolsk och en protestantisk grupp, vilket blev en av orsakerna till det trettioåriga kriget, som var ett splittrande inbördeskrig inom riket. Efter westfaliska freden 1648 förlorade det Tysk-romerska riket i praktiken sin politiska betydelse.
Det tysk-romerska riket upplöstes formellt 1806 under det militära trycket från Napoleon I:s Frankrike. Ett antal av rikets furstendömen organiserades i stället i Rhenförbundet med Napoleon som beskyddare (protecteur). Förbundets medlemmar var formellt suveräna men fungerade i praktiken som franska satellitstater. 
Den 1 augusti 1806 kungjorde Rhenförbundsstaterna sitt utträde ur Tyska riket, och fem dagar senare avsade sig Frans II sin kejsarvärdighet och kallade sig Frans I som österrikisk kejsare. Han hade 1804 antagit titeln "kejsare av Österrike" som ett svar på att Napoleon samma år hade utropat sig till fransmännens kejsare. I kejsardömet Österrike inkluderades områden som aldrig ingått i det Tysk-romerska riket.
Tysk-romerska riket omfattade vid grundandet år 962 cirka 470 000 kvadratkilometer, 30 procent större än dagens Tyskland, och hade uppskattningsvis en befolkningstäthet på 10 invånare per kvadratkilometer. Vid mitten av 1000-talet hade riket vuxit till mellan 800 000 och 900 000 km² och hade mellan 8 och 10 miljoner invånare. I slutet av 1200-talet uppgick befolkningen till mellan 12 och 14 miljoner, men minskade kraftigt under 1300-talet som följd av både digerdöden och många judars flykt till Polen.

## Det tysk-romerska rikets författning
Den tyska konungavärdigheten, med vilken från 962 den romerska kejsarvärdigheten var förenad, gick först i arv inom Karl den stores ätt karolingerna, som så småningom dog ut på svärdssidan. Vid Henrik I:s val 919 spelade arvsrätten inte längre samma roll. Men Henrik var istället rekommenderad av sin företrädare. Den sachsiska ättens konungar brukade redan under sin livstid nämligen låta hylla (välja) sina efterträdare, och inom den frankiska ätten följde man denna tradition.
Det första fullt fria valet var Lothar III:s år 1125. Efter denna tid försvann alltmer arvsrättens begrepp, även om man höll sig inom ätten vid valet. I början deltog mest biskopar, ärkebiskopar och hertigar i valet. Så småningom började de viktigaste andliga och världsliga furstarna hålla ett förberedande val, som sedermera underställdes de andras godkännande. Slutligen blev det alltmer sed att endast de furstar som innehade de högsta riksämbetena deltog i detta förberedande val, vilket alltmer blev det bestämmande och slutligen (från mitten av 1200-talet) det enda valet.
Dessa furstar, som innehade de högsta riksämbetena, var från början sju och kallades kurfurstar (koren betyder välja på medellågtyska, jämför svenskans kora och engelskans choose). De var alltså så att säga "valfurstar". Dessa riksämbetsmän var de tre ärkekanslererna (som innehades av ärkebiskoparna av Mainz, Trier och Köln), ärkedrotsen (pfalzgreven vid Rhen), ärkemunskänken (kungen av Böhmen), ärkemarskalken (hertigen av Sachsen) och ärkekamreren (markgreven av Brandenburg). Denna ordning lagstadgades i "Gyllene bullan" (1356).
År 1623 erhöll Bayern Pfalz gamla valrätt, men för Pfalz räkning skapades 1648 en åttonde kurvärdighet. 1692 kom en nionde, för Hannover, vars regent blev ärkeskattmästare. Eftersom kurfurstarna ofta utövade sin valrätt genom sändebud och inte infann sig vid kröningarna (vilka skedde i Aachen) skapades nya ärftliga ämbeten, vilkas innehavare (subofficiales imperii) tjänstgjorde som deras vikarier. Detta var dock fallet endast med de världsliga sysslorna.
Sålunda var grevarna av Waldburg arvdrotsar, grevarna av Limburg och (efter 1713) grevarna av Althau arvmunskänkar, grevarna av Pappenheim arvmarskalkar, furstarna av Hohenzollern arvkammarherrar och grevarna av Zinzendorf arvskattmästare. Även andra ärftliga riksämbeten skapades. Bland annat blev furstarna av Thurn und Taxis ärftliga rikspostmästare, furstarna av Schwarzburg arvstallmästare, grevarna av Werthern det Heliga romerska rikets arvdörrvaktare, och så vidare.
Vid interregnum (tiden mellan en kejsares död och valet av hans efterträdare) var pfalzgreven riksföreståndare (vicarius imperii) för de frankiska länderna (juris francici) och kurfursten av Sachsen (juris saxonici) för de sachsiska.

## Benämningen "Heligt romerskt rike"
Rikets officiella namn var "Heligt romerskt rike av tysk nation". Ett känt uttalande från Voltaire om detta rike var att det "varken var heligt eller romerskt om ens ett rike". Voltaire var skeptiker bland annat till helighet och tyckte inte heller att det fanns något speciellt romerskt arv i riket.
Franska anspråk på burgundiska territorier som tillföll huset Habsburg genom Maria av Burgunds giftermål med kejsar Maximilian I gjorde att 1512 års riksdag stadfäste den officiella benämningen "Heliga romerska riket av tysk nation".

### Splittringen
Under medeltiden fanns det ett visst centralstyre. Men till skillnad från vad som var fallet i Frankrike, som delvis har gemensam historia med Tyskland (se Frankiska riket), kunde inte centralmakten bryta de feodala vasallernas makt över olika distrikt och regioner. Det hade däremot skett i Frankrike efter det hundraåriga kriget och under renässansen. Reformationen splittrade riket ytterligare. Olika furstestater hamnade på olika sidor i konflikten och ett inbördeskrig (det så kallade trettioåriga kriget) bröt ut om religionen. Då försvann den större delen av riksenheten.
Snarare än ett rike blev skapelsen därefter en lös federation, med viss gemensam lagstiftning om till exempel öl, och det bestod av ett stort antal stater av varierande storlek.
Det fanns en gemensam ståndsrepresentation, en riksdag uppdelad i tre, senare fyra, ständer:  kurfurstekollegiet, riksfursterådet och riksstädernas kollegium. Där var de olika furstestaternas furstar och ständer representerade. Denna riksdag sammanträdde mestadels i Regensburg i nuvarande Bayern. Riket styrdes formellt av en kejsare. Den tysk-romerske kejsaren var sedan 1400-talet alltid av ätten Habsburg i Österrike (vilka kontrollerade mest landområden i riket).
Utländska regenter kunde ha territorier inom det Tysk-romerska riket – till exempel Sveriges besittningar i Pommern och Danmarks besittningar i Holstein. Utländska regenter ansågs då som kejsarens vasall på detta territorium och denne var till exempel hertig, greve eller dylikt där.

### Heligheten
Kejsaren ansågs vara helig på grund av att en av hans riksregalier var en relik, nämligen den heliga lansen som ansågs ha stuckits i Jesu sida vid korsfästelsen.

### Kopplingen till Romarriket
Kejsaren ansågs som arvtagare till de romerska kejsarna eftersom kejsaren hade överhöghet över norra Italien såsom "kung av Italien". Kejsaren var dock först och främst "tysk konung" och såsom sådan valdes han formellt av kurfurstarna (som Habsburgarna kontrollerade sedan 1400-talet). Påven krönte sedan den nyblivne tyske konungen till kejsare.

## Bilder

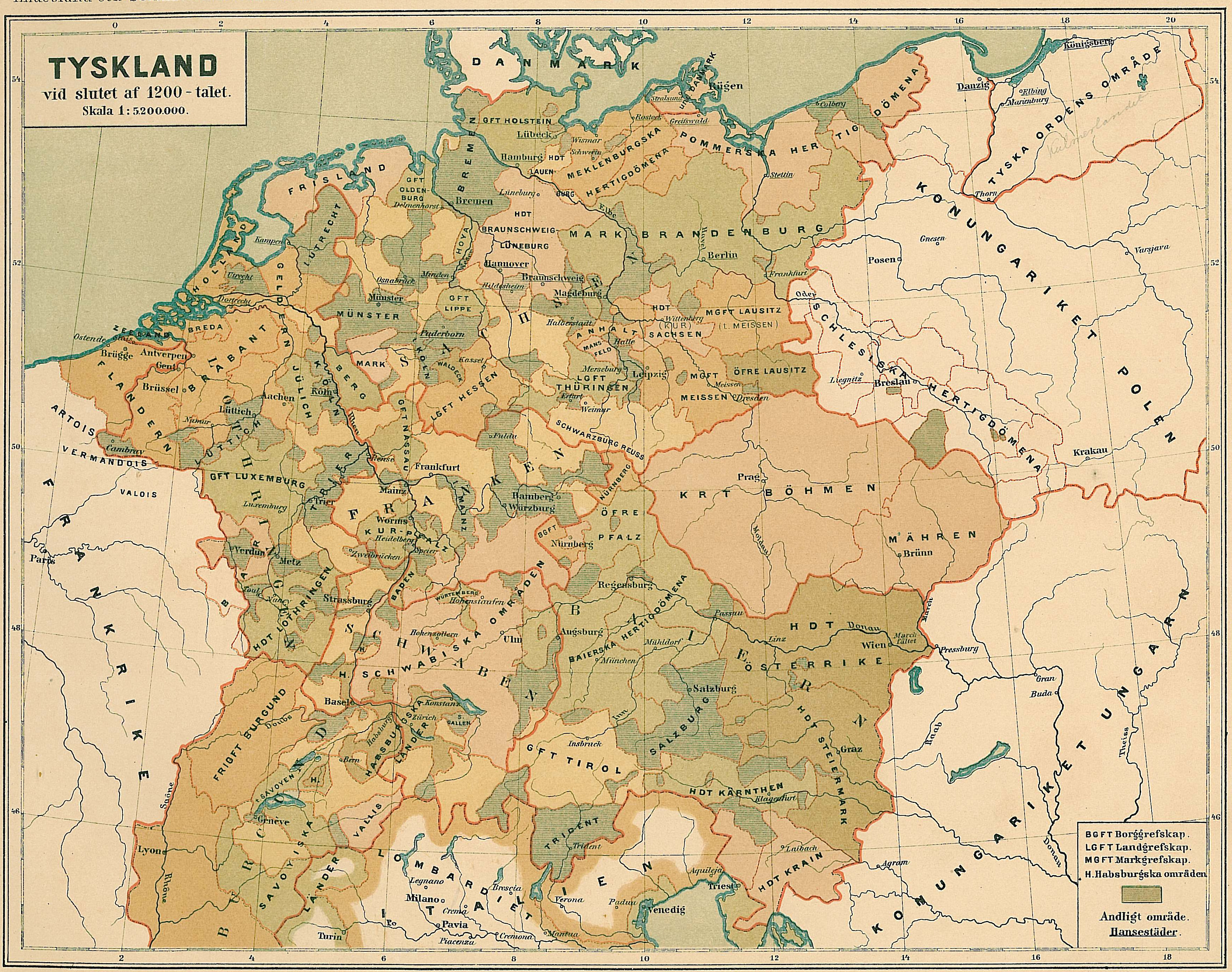
Detaljerad historisk karta över Tyskland i slutet av 1200-talet.
Karta över riket runt 1630.
Flagga vid rikets avskaffande 1806.
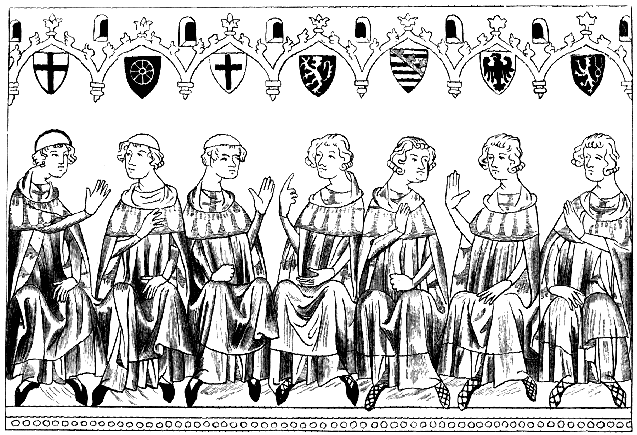
De sju kurfurstarna i det tysk-romerska riket.
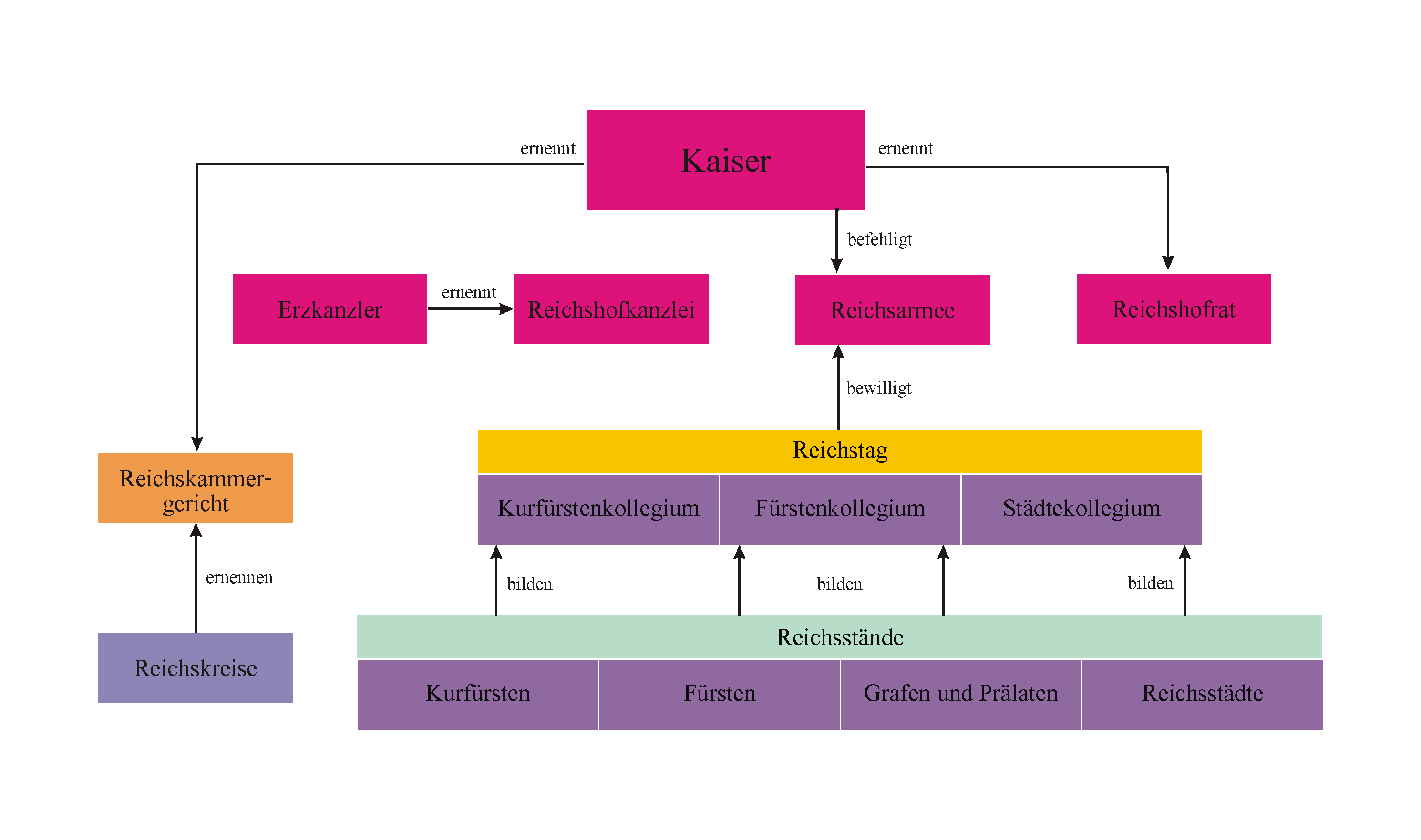
Statsskick och organisation i det tysk-romerska riket.
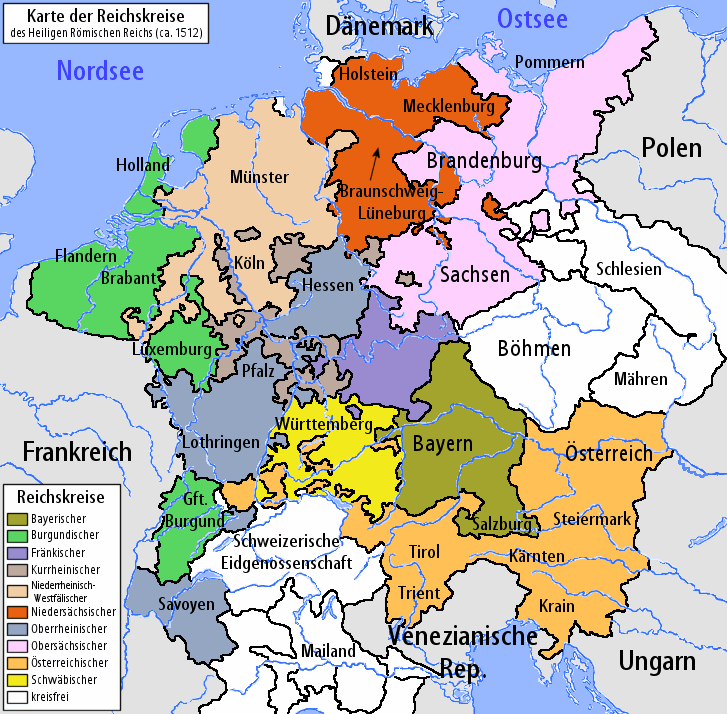
Rikskretsar i det tysk-romerska riket 1512. Vitt betecknar utanför kretsindelningen stående länder.